# Тшонс
Тшонс (пол. Trząs) — село в Польщі, у гміні Клюки Белхатовського повіту Лодзинського воєводства.
Населення — 196 осіб (2011).
У 1975-1998 роках село належало до Пйотрковського воєводства.

## Демографія
Демографічна структура станом на 31 березня 2011 року:
|          | Загалом | Допрацездатний вік | Працездатний вік | Постпрацездатний вік |
| -------- | ------- | ------------------ | ---------------- | -------------------- |
| Чоловіки | 93      | 17                 | 69               | 7                    |
| Жінки    | 103     | 26                 | 56               | 21                   |
| Разом    | 196     | 43                 | 125              | 28                   |